# Алоэ многолистное
Алоэ многолистное (лат. Aloe polyphylla) — деревянистое или кустарниковое растение из рода Алоэ (Aloe) семейства Асфоделовые (Asphodelaceae).

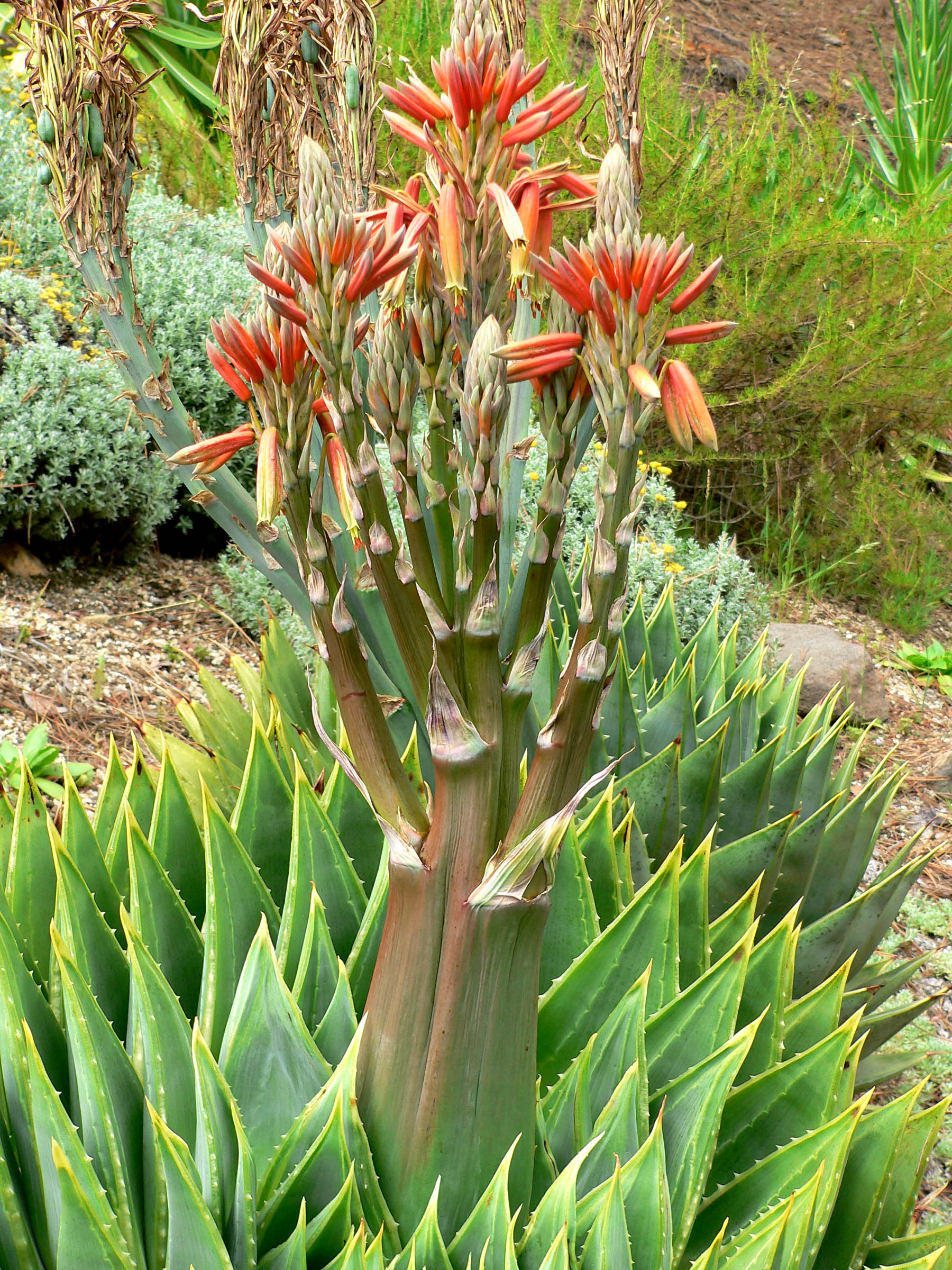
Цветки алоэ

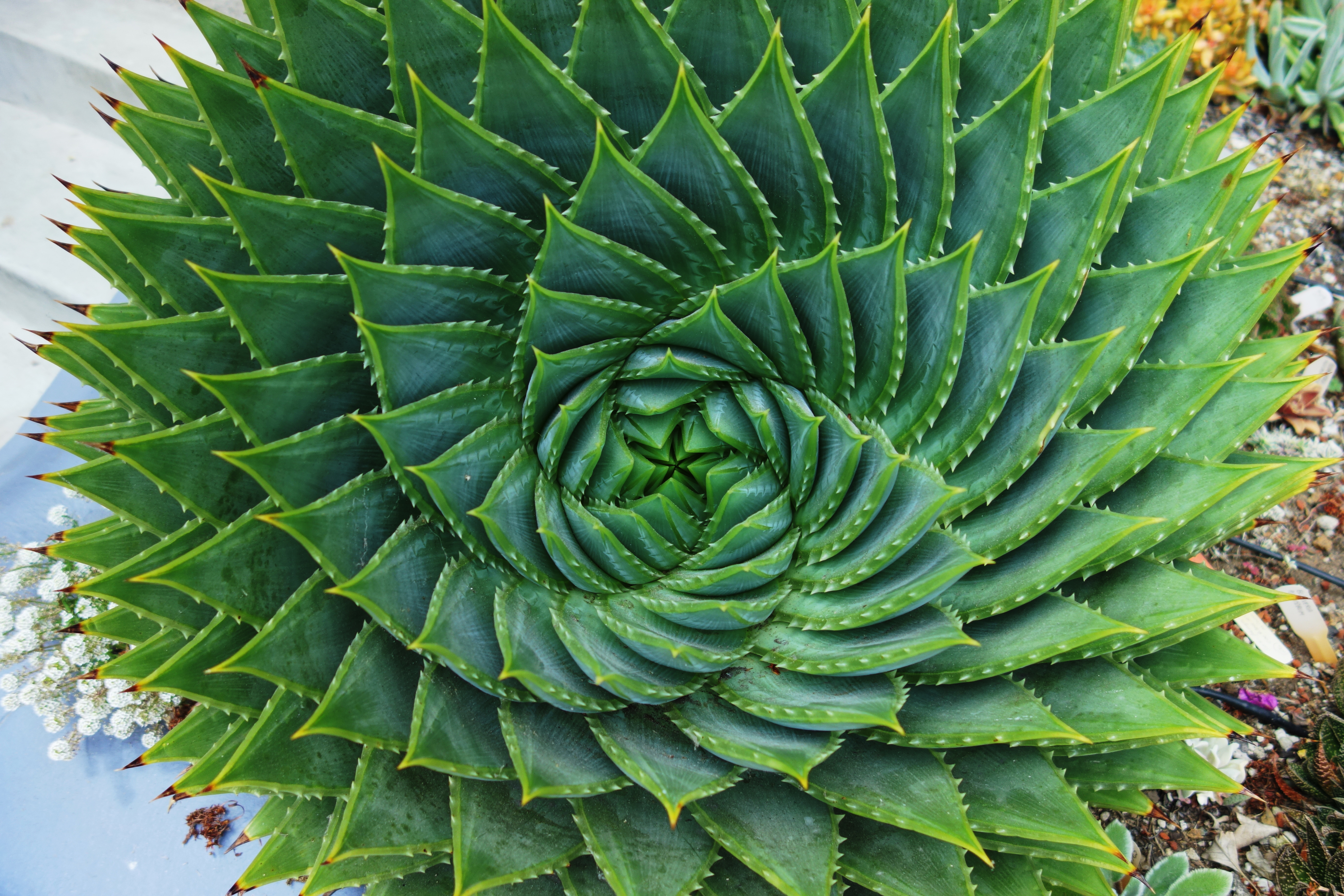
Листья алоэ, расположенные по спирали

Это суккулентный многолетник с почти круглой розеткой, состоящий из 75-150 обычно прямых листьев до 80 см в поперечнике, расположенных по спирали, обостренно-треугольных, зеленовато-сизого цвета. Листья сильно мясистые, яйцевидно-продолговатые. Цветонос высотой 50-60 см, разветвленный почти от основания, с цветками, расположенными на верхушках ветвей. Цветки бледно-красные или розовые, реже жёлтые.
Эндемик Лесото (Южная Африка). Вид встречается на хребте Тхаба Путсоа и в Масеру в Драконовых горах на высоте около 2300 м над уровнем моря, где иногда выпадает зимой снег. Растёт среди сыпучих базальтовых скал и в ущельях. Этот редкий вид имеет большое значение для садоводства, однако популяция его сократилась из-за выкапывания растений для продажи садоводам. Известно около 3500 экземпляров примерно в 50 местах. Растение исчезло из 12 ранее известных мест.
Растение внесено в Приложение I Конвенции о международной торговле дикими видами фауны и флоры, находящимися под угрозой исчезновения (CITES).
Вид имеет репутацию растения, которое достаточно трудно вырастить. Растущее в природе на большой высоте, оно плохо переносит высокие температуры. Но это один из немногих алоэ, которые могут выдерживать постоянную влажность, мороз и снег зимой, при условии, что он растёт в очень проницаемой, хорошо дренированной почве.